# Claire de Maillé de La Tour-Landry
Claire de Maillé de La Tour-Landry, épouse du duc de Castries, née le 9 décembre 1796, morte le 16 juillet 1861, fut une des maîtresses les plus célèbres d’Honoré de Balzac. Malgré un amour chaste et une relation physique jamais consommée, elle eut avec lui une aventure qui défraya la chronique de l’époque. Elle s’était déjà attiré auparavant la désapprobation de son entourage familial par sa conduite « peu orthodoxe ».

## Biographie
Fille de Charles de Maillé de La Tour-Landry, duc de Maillé, et d'Henriette Victoire de Fitz-James, Claire Clémence Henriette Claudine de Maillé de La Tour-Landry épouse le 28 octobre 1816 Edmond de La Croix de Castries, marquis qui deviendra ensuite duc de Castries.
Son mariage est un échec total[réf. nécessaire] et dès 1822, elle s’éprend du jeune Victor de Metternich, fils du chancelier d’Autriche : Klemens Wenzel von Metternich. De cet homme fragile et romantique qu’elle adore, elle a un enfant en 1827, Roger, que son grand-père le chancelier fait anoblir par l’empereur d'Autriche. L’enfant adultérin de la marquise de Castries devient ainsi baron d’Aldenburg.
En 1829, la marquise fait une chute de cheval qui la blesse gravement à la colonne vertébrale, la rendant presque infirme. Cette même année, son amant, Victor de Metternich meurt de tuberculose. Très isolée dans son milieu qui lui reprochait ses écarts de conduite, la marquise se réfugie tantôt au château de Lormois chez son père tantôt au château de Quevillon, chez son oncle Fitz-James. Elle rencontre, en 1832, Balzac chez Olympe Pélissier.

## La duchesse de Castries et Balzac
Elle eut d'abord l’idée de lui écrire en se faisant passer pour une admiratrice anglaise, ce qui flatte beaucoup Balzac. Puis elle dévoile sa véritable identité à l’auteur de La Comédie humaine dans une deuxième lettre signée marquise de Castries où elle l’invite à lui rendre visite. Balzac est encore très flatté, d’autant plus que malgré son handicap, Henriette de Castries est restée très belle et d'aspect très jeune. « […] À vingt ans, vêtue d'une robe incarnat qui découvrait des épaules dignes du Titien, elle effaçait littéralement l'éclat des bougies. »
Pourtant, il lui répond par une lettre sibylline : « Il est rare de rencontrer de si nobles cœurs et de véritables amitiés.[…] Si je n'étais pas embarqué dans un travail pressé, j'eusse été vous présenter mes hommages avec cette franchise de cœur qui vous est si chère, mais, après bien des luttes et des malheurs honorables, les malheurs dont on est fier, j’ai encore quelques pas à faire pour arriver à conquérir quelques bonnes heures où je ne sois plus ni littérateur, ni artiste, où je puisse être moi, et ce sont de ces heures-là que je voudrais vous consacrer si vous le permettez […]. » Les coquetteries du romancier produisent l’effet escompté sur la marquise qui lui fait porter des fleurs aussitôt. En mêlant savamment bienveillance et tendresse, elle réussit à se l'attacher, au point que Balzac, pour lui plaire, se croit obligé de publier des articles dans un journal légitimiste, Le Rénovateur. Son amie, Zulma Carraud, ardente républicaine, le lui reproche vivement : « Vous vous jetez dans la politique, m’a-t-on dit. Oh ! Prenez garde, prenez bien garde ! Mon amitié s’effraye […] donnez-vous à un principe quelconque, celui auquel vous aurez appliqué votre intelligence […] ne salissez pas votre juste célébrité de pareille solidarité […]. Cher, bien cher, respectez-vous, dussent les chevaux anglais et les chaises gothiques y passer […]. » Balzac se défend en arguant qu'il ne quitte pratiquement plus sa table de travail. Mais en août de la même année, la marquise de Castries l’invite à venir la rejoindre à Aix-les-Bains, puis en Suisse et en Italie.
Toujours très flatté, Balzac décline l’offre (il n'a pas les moyens de payer le voyage) et il se réfugie chez les Carraud pour écrire La Femme abandonnée. Puis il finit par réunir les fonds et rejoint la marquise qui, graduellement, se montre d'une telle froideur que Balzac en conçoit un vif dépit. Tous ses amis lui conseillent d'ailleurs d'abandonner cette liaison jamais consommée.
L’amitié avec la marquise de Castries devient orageuse au moment où Balzac lui dédicace L'Illustre Gaudissart qu’elle considère comme une pochade. Il y a un échange de lettres exaspérées et, à partir de ce jour, les deux « amants » multiplient les humiliations mutuelles, jusqu'à ce qu'une forme de réconciliation ait lieu, lorsque la marquise croit se reconnaître dans le très beau personnage d'Antoinette de Langeais, qui est citée dans La Duchesse de Langeais comme « l'une des deux ou trois femmes qui, sous la Restauration continuèrent les mœurs de la Régence ».
La duchesse de Castries avait un salon renommé, la « fleur » du faubourg Saint-Germain. Après une brouille passagère, elle a reçu à nouveau l’auteur de La Comédie humaine qui a pu y faire la lecture de ses textes mais elle est restée toujours perfide, notamment dans ses allusions à la comtesse Hanska.